# Kathy Troccoli
Kathleen Colleen Troccoli (nascida em 28 de Junho de 1958) uma compositora e cantora de música cristã contemporânea.
Depois de terminar o colegial, Troccoli estudou jazz e ópera no Berklee College of Music em Boston por um ano, depois voltou para Long Island para se formar em voz no Suffolk County Community College (SCCC), também cantando com uma banda de jazz baseada no SCCC e mais tarde cantando em clubes de Long Island. No verão de 1978, enquanto trabalhava em um "emprego diurno" para ajudar a cobrir as despesas da faculdade, Troccoli fez amizade com um colega de trabalho cristão nascido de novo; isso levou a própria Troccoli a se tornar uma cristã devota. A voz de alto de Troccoli ganhou destaque quando ela abriu para o grupo de Ed Nalle, GLAD, quando o grupo se apresentou na igreja de Long Island que Troccoli frequentou em 1980. Aproximadamente seis meses depois, Nalle convidou Troccoli para gravar uma fita demo, com o apoio de sua banda, e Kathy aceitaram. Depois que ela e GLAD a gravaram, a fita foi enviada para Michael Blanton e Dan Harrell (cunhado de Amy Grant); esses dois, ao ouvi-lo, formaram o selo Reunion Records, em Nashville, especificamente para gravar Troccoli, e a própria Kathy, por sua vez, mudou-se para Nashville para residir com Harrell e sua família.
O álbum de estreia de Troccoli, o lançamento de 1982 Stubborn Love, foi supostamente o álbum de estreia mais vendido de uma artista feminina da música cristã contemporânea. Um segundo álbum, Heart and Soul, foi lançado em 1984; isso a levou a receber sua primeira indicação ao Grammy um ano depois, em 1986, ano em que Images o seguiu. Troccoli então se retirou de sua carreira musical voltando para Long Island para uma estada de seis anos, dando aulas de canto e cantando em casamentos. Em 1989, Troccoli teve destaque na seleção "I'll Be Your Shelter", uma canção escrita por Diane Warren que Taylor Dayne gravou para seu álbum Can't Fight Fate . "I'll Be Your Shelter" se tornou um single no Top Ten em 1990.
Após a morte de sua mãe, Troccoli voltou ao selo Reunion Records em 1991 para seu álbum secular de estreia, Pure Attraction, cujo single principal, "Everything Changes", Warren havia escrito e composto para Taylor Dayne. Dayne recusou a seleção, no entanto, e Joe Galante, então presidente da RCA Records, por meio da qual os lançamentos do Reunion foram distribuídos, ofereceu a Troccoli, que relembrou: "Ele tocou e eu sabia que poderia possuí-lo. Isso era algo Eu queria dizer." Alcançando a posição 14 na Billboard Hot 100, "Everything Changes" também alcançou a posição na parada Adult Contemporary da revista, alcançando a posição No. série de indicações ao GMA Music Awards, incluindo inúmeras tentativas de Vocalista Feminina.
Numerosos sucessos vieram depois, incluindo "My Life is in Your Hands" de 1994, escrito e composto em conjunto com Bill Montvilo, que definiu sua carreira e inspirou o livro devocional de mesmo título, escrito em 1997, e "Go Light Your World" de 1995. ", que iniciou a ascensão do escritor Chris Rice e foi usado para esforços de caridade naquele ano.
Em 1996, Troccoli foi destaque no álbum agora esgotado dos Beach Boys, Stars and Stripes Vol. 1, cantando os vocais principais em um cover de sua música de 1969 "I Can Hear Music", um cover de uma música de Phil Spector. Os Beach Boys também cantam na faixa, fornecendo harmonias e backing vocals.
Ao longo dos anos, Kathy apareceu no The Tonight Show, Live with Regis e Kathie Lee, The 700 Club, Entertainment Tonight, entre outros. Ela também apareceu no vídeo para adolescentes Focus on the Family, Sex, Lies, & The Truth. Ela também foi co-apresentadora regular do programa de TV "Red Letter Christians" com Tony Campolo. Em 2010, ela co-apresentou um programa de televisão de uma hora chamado The Mark and Kathy Show with Mark Lowry, na The Inspiration Network (mais tarde chamado de INSP).